# Lac Galibert
Pour les articles homonymes, voir Galibert.
Le lac Galibert est un plan d'eau douce traversé par la rivière des Montagnes Blanches, situé sur la rive Nord-Ouest du fleuve Saint-Laurent, dans le territoire non organisé de Mont-Valin, dans la municipalité régionale de comté (MRC) du Fjord-du-Saguenay, dans la région administrative de la Saguenay–Lac-Saint-Jean, dans la province de Québec, au Canada.
La foresterie constitue la principale activité économique du secteur ; les activités récréotouristiques sont accessoires compte tenu de l’éloignement géographique et du manque de routes d’accès,,.
La surface du lac Galibert est habituellement gelée de la mi-novembre à la mi-avril, toutefois la circulation sécuritaire sur la glace se fait généralement du début de décembre à la fin de mars.

## Géographie
Les principaux bassins versants voisins du lac Galibert sont :
- côté Nord : rivière des Montagnes Blanches, lac Talien, lac Pambrun, lac Bernay, lac du Castor Noir ;
- côté Est : lac Kapitauakamat, lac Plétipi, lac à la Croix, rivière aux Outardes, réservoir Manicouagan ;
- côté Sud : rivière des Montagnes Blanches, lac Piacouadie, rivière aux Perches, lac des Sept Milles ;
- côté Ouest : lac Benoît, rivière Savane, lac Natipi, lac Courtois, rivière Épervanche, rivière Péribonka, rivière Péribonka Est[1].

Le lac Galibert est alimenté par la décharge (venant du Nord) de la rivière des Montagnes Blanches, par une décharge (venant du Nord-Est), par deux petites décharges (venant de l’Est). Le lac a une longueur de 2,8 km, une largeur maximale de 1,7 km et une altitude de 549 m.
L’embouchure du lac Galibert est localisée au Sud-Est, soit à :
- 9,5 km à l’Ouest du cours de la rivière aux Perches ;
- 26,4 km au Nord-Est du lac Benoît ;
- 26,6 km au Nord du lac Piacouadie ;
- 38,9 km au Nord-Ouest du Le Fjord-du-Saguenay ;
- 35,5 km au Sud-Ouest du lac Plétipi ;
- 25,0 km au Sud-Est de la rivière Savane ;
- 82,4 km au Nord-Ouest de l’embouchure de la rivière des Montagnes Blanches[4],[1]

À partir de l’embouchure du lac Galibert, le courant descend le cours de la rivière des Montagnes Blanches sur km vers le Sud, traverse le lac Manouane sur 17,4 km vers le Sud-Est, le cours de la rivière Manouane sur 150 km vers le Sud, le cours de la rivière Péribonka sur 602,7 km vers le Sud, traverse le lac Saint-Jean sur 29,3 km vers l’Est, puis emprunte sur 155 km le cours de la rivière Saguenay vers l’Est jusqu'à la hauteur de Tadoussac où il conflue avec le fleuve Saint-Laurent.

## Toponymie
Le terme « Galibert » constitue un patronyme de famille d’origine française.
Le toponyme « Lac Galibert » a été officialisé le 5 décembre 1968 par la Commission de toponymie du Québec.